# Fasching Ferenc
Fasching Ferenc (Nagyszombat, 1686. augusztus 12. – Gyöngyös, 1747. április 6.) bölcsészdoktor, jezsuita rendi pap és tanár.

## Élete
1702-ben lépett a rendbe, filozófiából doktorált. Több helyen tanított, így 1712-ben Nagyszombatban a költészettan, azután Kassán a matematika tanára volt, 1725-ben Kolozsvárt a bölcseleti kar promótora és a teológia tanára. Több ízben védte a rend jogait a világiak gyűlésein. Különféle helyeken hitszónok és hittérítő, a szatmári rendház főnöke, Egerben spirituális volt.

## Munkái
- Allegoria Sacra in Daphnide Deum Hominem continuata metaphora exhibens. Tyrnaviae, 1712
- Mausolaeum honoris Sociis Jesu caeterisque animarum zelotibus nuperime per Hungariam 200. Tyrnaviae, 1713
- Dacia vetus ex probatis Scriptoribus deprompta, antiquitatis Cultoribus oblata. Claudiopoli, 1725 (kézirata a budapesti Egyetemi Könyvtár Kaprinai-gyűjteményébe került B. 4r. IX. k. jelzet alatt)
- Soliloquia sacra ad curandam aeternae salutis incuriam accomodata… Posonii, 1729
- Dacia Siculica seu Descriptio pestis Transylvaniae, quam Siculi incolent Claudiopoli, 1731
- Motiva quinquaginta ad praeeligendam Catholicam Religionem primae omnium mortalium utilitati, Catholicis, ut in fidem firmentur, Acatholicis, ut ab errore revocentur. Claudiopoli, 1739
- Dacia nova ex probatis Scriptoribus deprompta. Claudiopoli, 1743–44, öt részben

Kézirati munkája: Expostulatio Catholicorum anni 1730. cum rigoroso examine, communi Christianitatis bono oblata, super quaestione: An per solum Deum jurandum?